# Johann Krause (Senator)
Johann Krause († nach 1938) war Gewerkschaftssekretär und Senator in Danzig.

## Leben
Johann Krause wurde Gewerkschaftssekretär, wahrscheinlich einer christlichen Gewerkschaft, in Danzig. Seit 1910 war er Mitglied der Stadtverordnetenversammlung, seit März 1920 unbesoldeter Stadtrat im letzten Magistrat der Stadt für die katholische Zentrumspartei.
Im Dezember 1920 wurde Johann Krause zum nebenamtlichen Senator im ersten Senat des Freistaats Danzig gewählt und blieb dies bis August 1925. Danach ging er in den Ruhestand.
Johann Krause lebte bis etwa 1939 in Danzig. Ob er danach starb oder emigrierte, ist unbekannt.